# Antirrhinum graniticum
Antirrhinum graniticum là một loài thực vật có hoa trong họ Mã đề. Loài này được Rothm. mô tả khoa học đầu tiên năm 1938.

## Hình ảnh

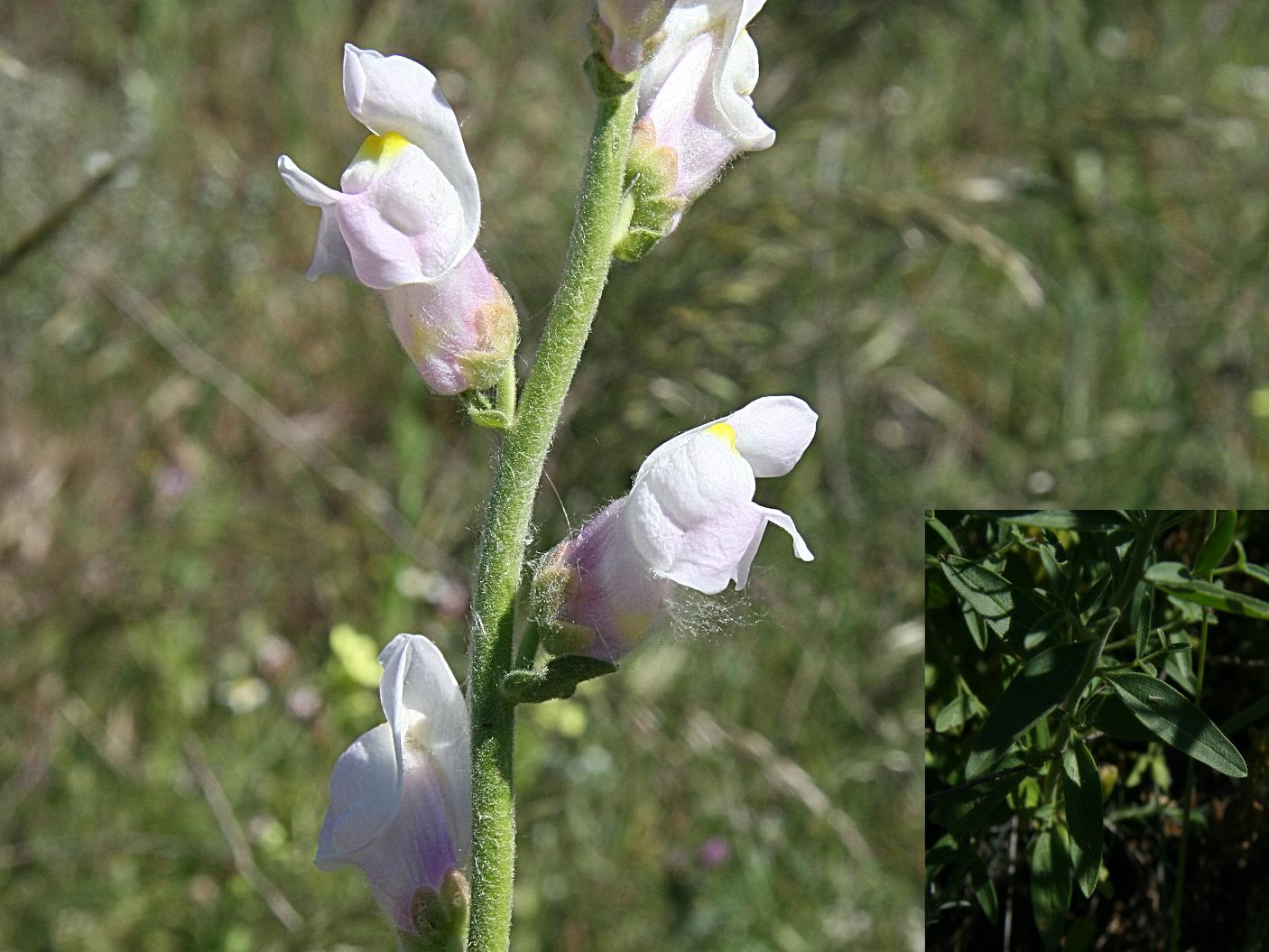
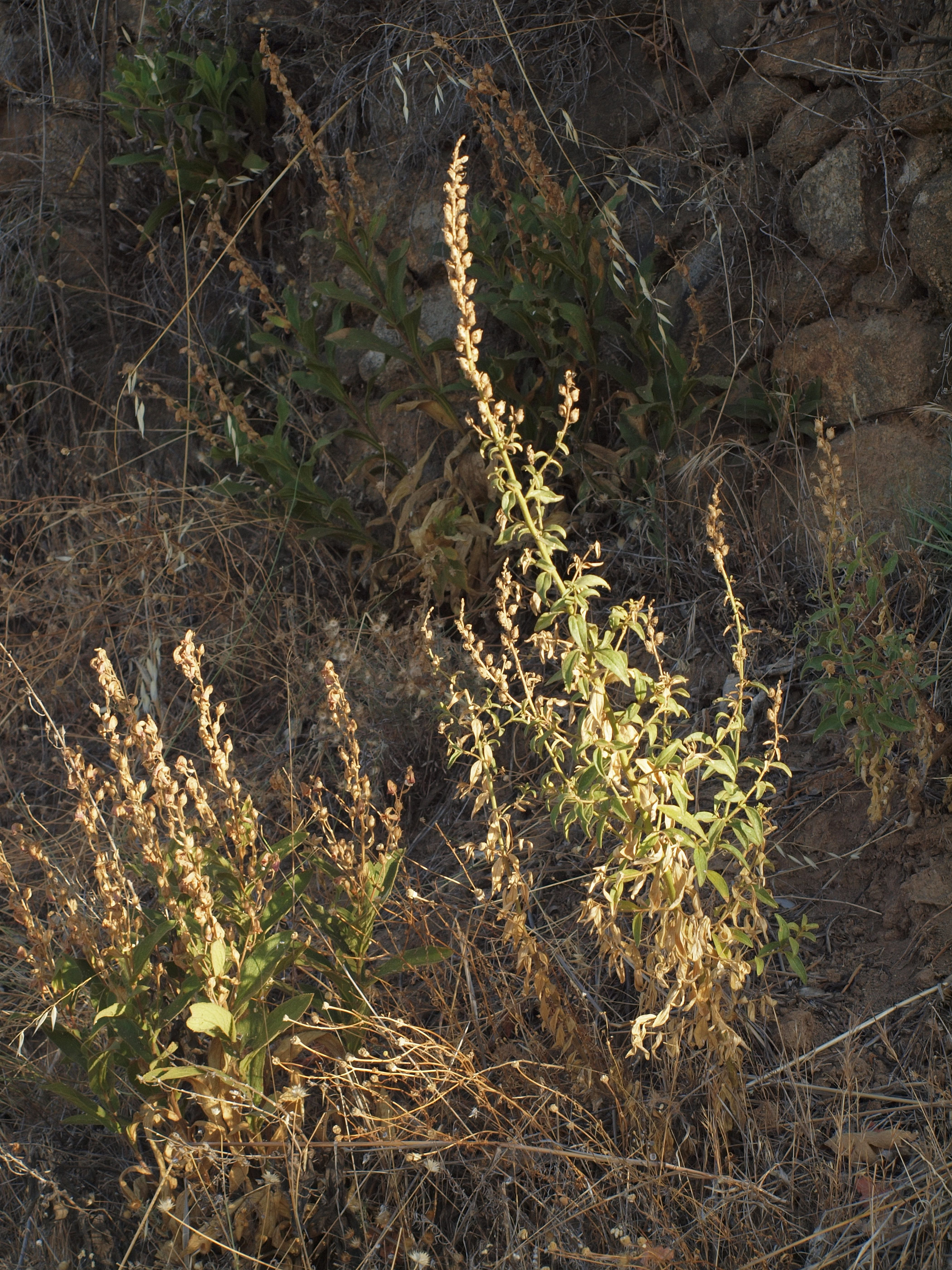
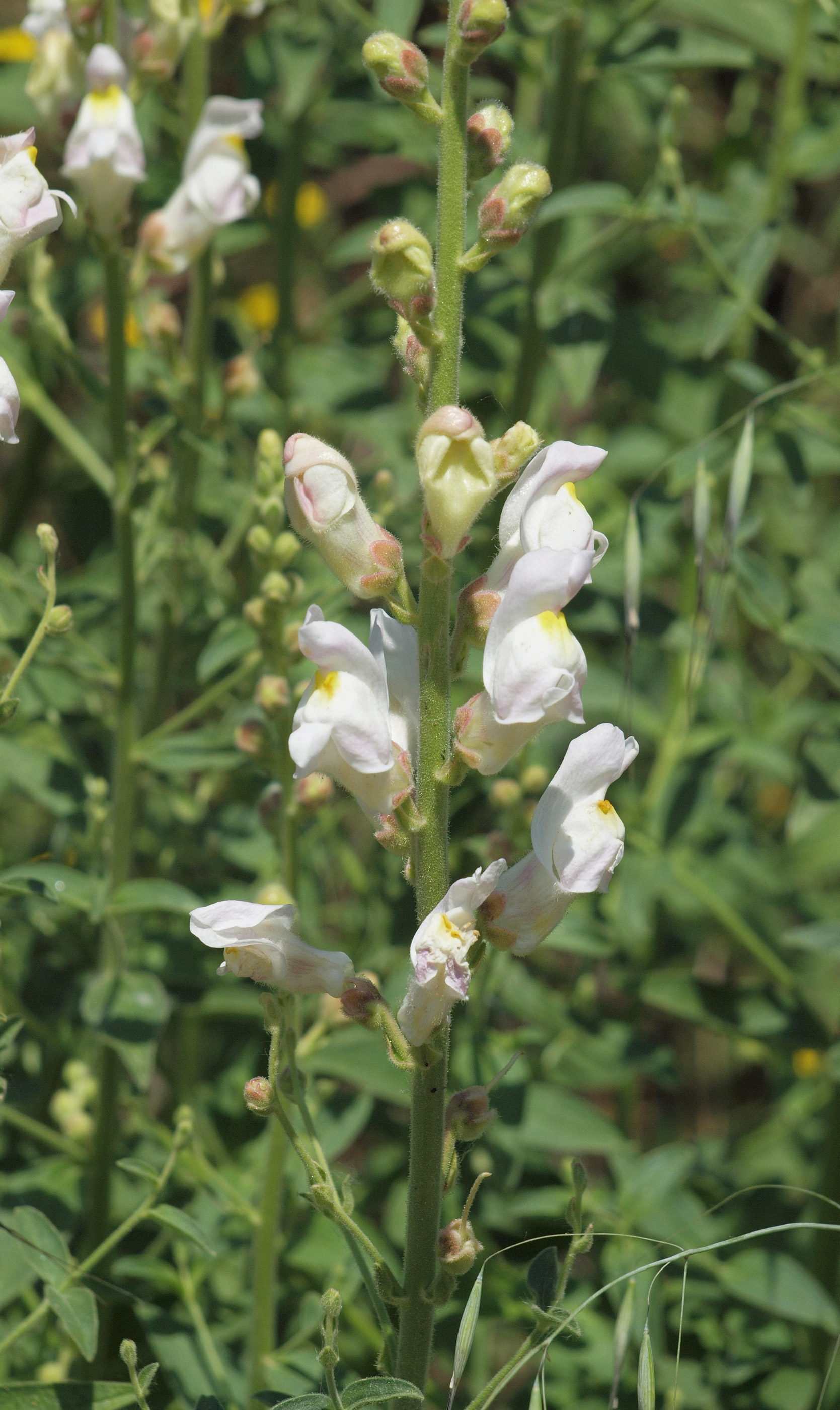